# Fritz von Christen
Friedrich „Fritz“ von Christen (* 24. Mai 1872 in Werleshausen; † 22. Juli 1953 ebenda) war ein preußischer Landrat und Rittergutsbesitzer.

## Leben

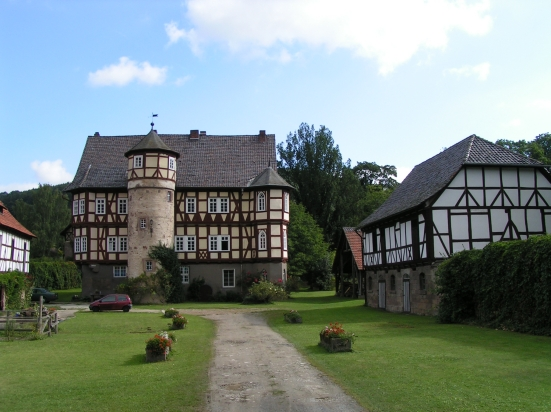
Gutshaus Werleshausen

Fritz von Christen wurde 1872 auf dem Familiengut Werleshausen bei Witzenhausen in der preußischen Provinz Sachsen geboren. Sein Vater war der Politiker Hermann von Christen. Die Mutter war Berta Österheld, Tochter der Maria Georgine Hupfeld und des Rittergutsbesitzers Johann Wilhelm Österfeld. Seine Brüder waren der Landrat Walter von Christen sowie Heino (Heinrich) von Christen (Dr. jur., Amtsvorsteher, Kgl. Preuß. Major a. D.). Christen studierte ab 1891 Rechtswissenschaften an den Universitäten Universität Straßburg und Göttingen. 1891 wurde er Mitglied des Corps Palatia Straßburg. In Göttingen schrieb er seine juristische Dissertation und wurde er zum Dr. iur. promoviert.
1902 heiratete Fritz von Christen in Heiligenstadt Marie von Hanstein, Tochter der Marie Freiin von Innhausen und Knyphausen und des Gutsbesitzers Sittig von Hanstein, preußischer Regierungsrat und Landrat. 
1904 wurde Fritz von Christen zum Landrat des Landkreises Heiligenstadt in der preußischen Provinz Sachsen ernannt. Das Amt übte er 34 Jahre lang bis zum Erreichen des Dienstalters im Jahre 1938 aus. Nach dem Tod seines Vaters war er 1919 Miterbe des Ritterguts Werleshausen bei Witzenhausen an der Werra. Das ehemalige Rittergut befindet sich aufgrund des Wanfrieder Abkommens heute in Hessen.